# Raoul Pene Du Bois
Raoul Pene Du Bois (* 29. November 1914 in New York City, New York; † 1. Januar 1985 ebenda) war ein US-amerikanischer Szenen- und Kostümbildner am Broadway und beim Film.

## Leben
Bereits im Alter von 14 Jahren fertigte Raoul Pene Du Bois Kostüme für Broadway-Revuen der Ziegfeld Follies an. Ab 1934 wurde er regelmäßig für große Broadway-Shows engagiert, wie für das Musical Du Barry Was a Lady, bei dem er auch für das Bühnenbild zuständig war. Bis Anfang der 1980er Jahre folgten zahlreiche weitere Arbeiten als Bühnen- und Kostümbildner, so auch für die Musicals Carmen Jones, Gypsy und No, No, Nanette.
In den 1940er Jahren war er bei Paramount Pictures zudem an einer Reihe von Filmproduktionen beteiligt. 1942 wurde er zusammen mit Stephen Seymour für den Oscar in der Kategorie Bestes Szenenbild eines Farbfilms für Louisiana Purchase nominiert. 1945 erhielt er zusammen mit Hans Dreier und Ray Moyer eine weitere Nominierung in ebendieser Kategorie für den Film Die Träume einer Frau. Für Der Pirat und die Dame (1944) entwarf er die Kostüme für Joan Fontaine. Pene Du Bois, der zweimal den Tony Award gewann, kam als Bühnen- und Kostümbildner am Broadway letztmals für das Musical Sugar Babies zum Einsatz, das 1979 uraufgeführt wurde. Er starb 1985 im Lenox Hill Hospital in New York infolge eines Schlaganfalls.

## Filmografie
Kostümdesign
- 1934: Ready for Love
- 1941: Louisiana Purchase
- 1943: Happy Go Lucky
- 1943: Dixie
- 1944: Die Träume einer Frau (Lady in the Dark)
- 1944: Der Pirat und die Dame (Frenchman’s Creek)
- 1945: Eine Lady mit Vergangenheit (Kitty)
- 1965: The Dangerous Christmas of Red Riding Hood (TV-Film)

Szenenbild
- 1941: Louisiana Purchase
- 1943: Happy Go Lucky
- 1944: Die Träume einer Frau (Lady in the Dark)
- 1945: Eine Lady mit Vergangenheit (Kitty)
- 1954: New Faces

## Broadway-Shows (Auswahl)
Kostümdesign
- 1934: Ziegfeld Follies of 1934
- 1936: Ziegfeld Follies of 1936
- 1938–1939: Leave It to Me!
- 1939: One For the Money
- 1939–1940: Too Many Girls
- 1939–1940: Du Barry Was a Lady
- 1943–1945: Carmen Jones
- 1950–1952: Call Me Madam
- 1957: Ziegfeld Follies of 1957
- 1957–1961: The Music Man
- 1959–1961: Gypsy
- 1979–1982: Sugar Babies

Bühnenbild
- 1939: One For the Money
- 1939–1940: Du Barry Was a Lady
- 1943–1945: Carmen Jones
- 1950–1952: Call Me Madam
- 1953–1954: Charleys Tante (Charley’s Aunt)
- 1957: Ziegfeld Follies of 1957
- 1971–1973: No, No, Nanette
- 1979–1982: Sugar Babies

## Auszeichnungen
- 1942: Oscar-Nominierung in der Kategorie Bestes Szenenbild für Louisiana Purchase zusammen mit Stephen Seymour
- 1945: Oscar-Nominierung in der Kategorie Bestes Szenenbild für Die Träume einer Frau zusammen mit Hans Dreier und Ray Moyer
- 1953: Tony Award in der Kategorie Bestes Bühnenbild für Wonderful Town
- 1960: Tony-Award-Nominierung in der Kategorie Bestes Kostümdesign für Gypsy
- 1964: Tony-Award-Nominierung in der Kategorie Bestes Bühnenbild für The Student Gypsy
- 1971: Tony Award in der Kategorie Bestes Kostümdesign für No, No, Nanette
- 1971: Drama Desk Award in der Kategorie Bestes Kostümdesign für No, No, Nanette
- 1975: Tony-Award-Nominierung in der Kategorie Bestes Kostümdesign für Doctor Jazz
- 1980: Tony-Award-Nominierung in der Kategorie Bestes Kostümdesign für Sugar Babies